# 산 크리스토포로역
산 크리스토포로 역(이탈리아어: San Cristoforo)은 밀라노 지하철 4호선의 남서쪽 종착역이다.
이탈리아 밀라노의 티라나 광장 (Piazza Tirana)와 기도 마르티넬리길 (via Guido Martinelli) 인근에 위치해 있으며 밀라노 산 크리스토포로역과 나빌리오 그란데 사이에 있다. 잠벨리노 구역과 밀라노 도심을 연결한다.
2015년 밀라노 지하철 4호선 건설과 함께 착공되었으며 2024년 10월 12일 4호선 전구간 개통과 함께 개업하였다.

## 환승
인근에 일반철도역인 밀라노 산 크리스토포로역이 자리해 있으며, 밀라노 교외 철도의 S9선과 지역철도가 운행되는 밀라노-모르타나선이 지난다. 그외에도 밀라노 교통공사 (ATM)에서 운영하는 여러 대중교통 노선과의 환승이 가능하다.
- 일반철도 (밀라노 산 크리스토포로역)
- 트램 정거장 (14번)
- 버스 정류장

## 내부 시설
역내에는 다음과 같은 시설이 있다.
- 장애인 전용시설
- 엘리베이터
- 에스컬레이터
- 매표기
- CCTV
- 화장실

## 같이 보기
- 밀라노 산 크리스토포로역